# ダニエル・ライヒェ
ダニエル・ライヒェ（Daniel Reiche、1988年3月14日 - ）は、ドイツ、ブラウンシュヴァイク出身のサッカー選手。ポジションはディフェンダー。FSVシェーニンゲン所属。

## 来歴
VfLヴォルフスブルクの下部組織出身。2008年9月13日、対ヘルタ・ベルリン戦の後半25分、クリスティアン・ゲントナーと交代で出場。これがトップチームデビュー戦となった。2008-09シーズンの出場はその1試合に留まった。2010年夏、MSVデュースブルクへ移籍した。

## タイトル
- VfLヴォルフスブルク
  - 2008-09 ブンデスリーガ